# 한홍기
한홍기(韓洪基, 1925년~1996년 7월 7일)는 대한민국의 축구인이다. 1970년부터 1971년까지 대한민국 축구 국가대표팀의 감독을 역임했고 1972년부터 1993년까지 포항 스틸러스의 전신인 포항제철 축구단의 감독을 역임했다. 1993년 축구인 경력을 마감한 후 월간축구를 창간했다.

## 어린 시절
한홍기는 1925년 평안남도 대동군에서 태어났다. 그는 1945년 순안중학교를 졸업했고 1947년 축구 선수로 활동하기 위해 대한민국으로 월남했다.

## 선수 경력
한홍기는 월남 이후 1947년부터 1957년까지 상호은행과 육군첩보부대의 선수로 활동했고 1958년 대한중석으로 이적해 1965년 선수 경력을 마감할 때까지 대한중석의 선수로 활동했다.

## 지도자 경력
한홍기는 1966년 대한중석의 감독으로 부임하며 축구 지도자 경력을 시작했다. 그는 1969년까지 대한중석의 감독을 역임한 후 1970년 대한민국 축구 국가대표 청룡팀의 감독으로 임명되었고 1970년 아시안 게임에서 금메달을 획득했다. 그는 1970년 대한민국 청룡팀을 감독하며 아시아컵, 메르데카컵, 킹스컵에 출전해 세 대회들에서 모두 우승을 달성했고 이러한 업적으로 인해 1971년 4월 대한민국 체육상 지도자상을 수상했다.
한홍기는 1972년 포항제철 축구단의 감독으로 선임되었고 1984년까지 포항제철의 감독을 역임했다. 그는 포항제철에서 총 44경기를 지휘해 16승 11무 17패를 달성했다.

## 경영인 경력
한홍기는 1969년 대한축구협회의 이사진에 포함되며 축구 경영인 경력을 시작했다. 그는 1975년 대한축구협회의 감사진에 포함되었고 1985년 대한축구협회의 부회장단에 포함되었다. 그는 대한축구협회 소속으로 활동하던 당시 1978년 아르헨티나 월드컵대회 기술위원에 위촉되었고 1986년 멕시코 월드컵에 출전하는 대표팀의 단장을 담당했다.
대한축구협회 외에도 한홍기는 1984년 포항제철 축구단의 감독에서 물러난 이후에도 구단에 남아 1993년까지 구단의 부단장, 총감독 및 고문을 역임했다. 그는 1993년 포항제철 축구단에서 은퇴하면서 축구경영인 경력을 마감했고 동시에 월간축구의 발행인 겸 사장이 되었다. 그는 1995년 국제 축구 연맹으로부터 선수 관리 자격증을 받았다.

## 개인사
한홍기는 1996년 7월 7일 대한민국 성남시에 있는 분당차병원에서 사망했다.

## 수상 내역
지도자
 대한민국 축구 국가대표팀
- 아시아컵: 1970

- 아시안 게임: 1970
- 메르데카컵: 1970
- 킹스컵: 1970

개인
- 대한민국 체육상 지도자상: 1971[2]